# Frente Democrático Salvadoreño
El Frente Democrático Salvadoreño (FDS) 

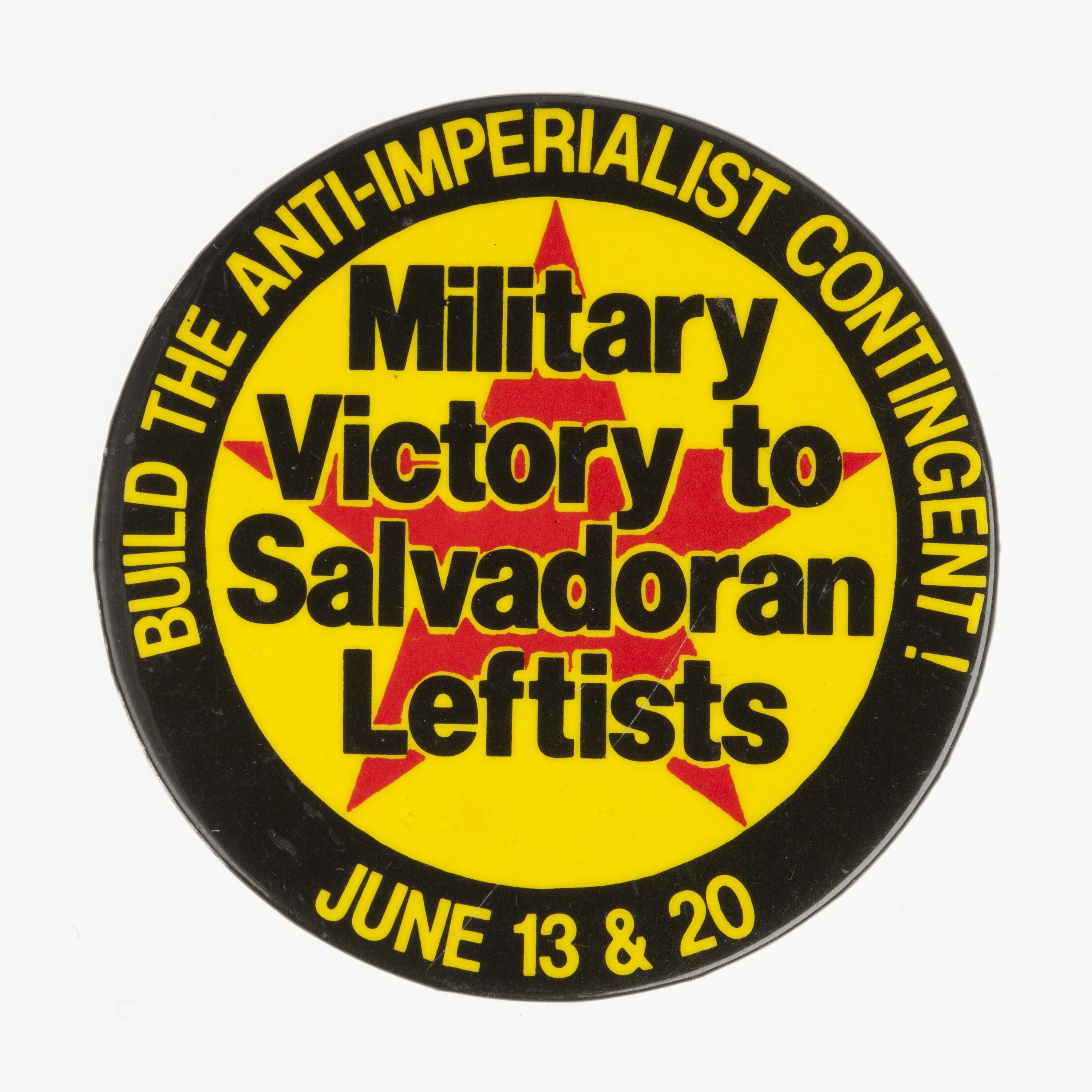
Insignia del Frente Democrático Salvadoreño.

fue un amplio frente de organizaciones democráticas que se formó en El Salvador a comienzos de marzo de 1980 como instrumento político. Fue integrado, entre otros, por el Movimiento Independiente de Profesionales y Técnicos de El Salvador (MIPTES), el Movimiento Popular Social Cristiano (MPSC), escisión del Partido Demócrata Cristiano (PDC), el Movimiento Nacionalista Revolucionario (MNR), federaciones sindicales, propietarios de pequeñas empresas, diferentes personalidades sociales y un sector minoritario de militares disidentes retirados. Entre los militares que se unieron al FDS estaba el Coronel Ernesto Claramont, que había sido el candidato presidencial de la Unión Nacional Opositora en 1977.
Dos universidades se afiliaron como observadores en el FDS, la Universidad de El Salvador y la Universidad Centroamericana José Simeón Cañas. 
Con una declaración realizada en San Salvador el 18 de abril de 1980, el FDS se fusionaba con la Coordinadora Revolucionaria de Masas para formar el Frente Democrático Revolucionario (FDR).